# 寶應象棋
寶應象棋，又稱寶應象戲、為牛僧孺於《玄怪錄》〈岑顺〉篇描寫唐寶應年間人士岑顺的奇遇時所提及之象棋類遊戲，被推論為八世紀唐代的古象棋，與古中國最早的象棋類遊戲，乃現在中國象棋的先祖。詳細規則不明，但可推測類同許多古象棋。
元朝，釋念常認為寶應象棋是牛僧孺所改造。
有錯誤說法稱1955年出版的《古錦圖案集》收錄一幅唐宋之間、主題為琴棋书画的蘇州織錦，棋盤圖是一張八乘八的黑白棋盤，斷定是寶應象棋的棋盤，並稱為八八象棋。但是該幅織錦其實是中華人民共和國建國後，由生產蘇州宋錦的苏州织锦廠新設計的七彩重锦「琴棋书画锦」，构图為主花八瓣如意與和十四瓣如意均匀横向间隔排列，再各嵌一物，即琴、棋、书、画、定胜、明珠、太极、如意，並非唐宋古物圖案，學者指出中國古代並無黑白棋格，是當時清朝受國際象棋傳入而放於織品的近代之物。

## 規則
- 馬同古印度象棋的馬走法，走的是2*3格的對角線。

- 有六種棋子，合稱六甲。同時代的棋戲也用此詞，如柳宗元〈龟背戏〉：「八方定位开神卦。六甲离离齐上下。」、道宣《量处轻重仪》：「谓蒲博、博弈、投壶牵道、六甲行成，并所须骰子、马局之属。」

- 開局第三著進車，可知車不像香車，否則這時前進等同廢著，並且第二橫排有空間能讓車橫移他處，進車才有意義。表示初始布置可能同東南亞象棋，是棋子擺於第一、三橫排，以及兵的升變線提前。第一著的馬則是斜移到第二橫排以保護第二著前進的兵。

- 可能同泰盧固象棋、高棉象棋等東南亞象棋，王可以走馬的走法。

- 寶應象棋棋盤可能同在八條盤碁、恰圖蘭卡，在棋盤角畫X記號、稱為城堡。